# Roméo Lavia
Roméo Lavia (Bruselas, 6 de enero de 2004) es un futbolista belga que juega en la demarcación de centrocampista para el Chelsea F. C. de la Premier League de Inglaterra.

## Trayectoria
Tras formarse en las categorías inferiores del R. S. C. Anderlecht, finalmente se marchó al Manchester City. El 21 de septiembre de 2021 debutó con el primer equipo en un partido de la Copa de la Liga contra el Wycombe Wanderers F. C. que finalizó con un resultado de 6-1 tras el gol de Brandon Hanlan para el Wycombe, y de Cole Palmer, Kevin De Bruyne, Phil Foden, Ferran Torres y un doblete de Riyad Mahrez para el Manchester City. Jugó un encuentro más en la FA Cup esa misma temporada, marchándose en julio de 2022 tras ser traspasado al Southampton F. C.
Después de una temporada, en la que disputó 34 encuentros y no pudo ayudar al equipo a evitar el descenso a la EFL Championship, el 18 de agosto de 2023 se convirtió en refuerzo del Chelsea F. C. firmando contrato hasta junio de 2030. Como consecuencia de una lesión tuvo que esperar al 27 de diciembre para realizar su debut en un partido de la Premier League ante el Crystal Palace F. C.

## Selección nacional
El 17 de marzo de 2023 fue convocado por primera vez con la selección de Bélgica para un partido de clasificación para la Eurocopa 2024 contra Suecia y un amistoso ante Alemania, Hizo su debut el día 28 ante los alemanes.

## Estadísticas

### Clubes
Actualizado al último partido disputado el 25 de mayo de 2025.
| Club                             | Div.          | Temporada     | Liga  | Liga  | Liga   | Copas nacionales | Copas nacionales | Copas nacionales | Copas internacionales | Copas internacionales | Copas internacionales | Total | Total | Total  |
| Club                             | Div.          | Temporada     | Part. | Goles | Asist. | Part.            | Goles            | Asist.           | Part.                 | Goles                 | Asist.                | Part. | Goles | Asist. |
| -------------------------------- | ------------- | ------------- | ----- | ----- | ------ | ---------------- | ---------------- | ---------------- | --------------------- | --------------------- | --------------------- | ----- | ----- | ------ |
| Manchester City F. C. Inglaterra | 1.ª           | 2021-22       | 0     | 0     | 0      | 2                | 0                | 0                | 0                     | 0                     | 0                     | 2     | 0     | 0      |
| Manchester City F. C. Inglaterra | Total club    | Total club    | 0     | 0     | 0      | 2                | 0                | 0                | 0                     | 0                     | 0                     | 2     | 0     | 0      |
| Southampton F. C. Inglaterra     | 1.ª           | 2022-23       | 29    | 1     | 0      | 5                | 0                | 1                | ―                     | ―                     | ―                     | 34    | 1     | 1      |
| Southampton F. C. Inglaterra     | Total club    | Total club    | 29    | 1     | 0      | 5                | 0                | 1                | 0                     | 0                     | 0                     | 34    | 1     | 1      |
| Chelsea F. C. Inglaterra         | 1.ª           | 2023-24       | 1     | 0     | 0      | 0                | 0                | 0                | —                     | —                     | —                     | 1     | 0     | 0      |
| Chelsea F. C. Inglaterra         | 1.ª           | 2024-25       | 16    | 0     | 1      | 1                | 0                | 0                | 1                     | 0                     | 0                     | 18    | 0     | 1      |
| Chelsea F. C. Inglaterra         | Total club    | Total club    | 17    | 0     | 1      | 1                | 0                | 0                | 1                     | 0                     | 0                     | 19    | 0     | 1      |
| Total carrera                    | Total carrera | Total carrera | 46    | 1     | 1      | 8                | 0                | 1                | 1                     | 0                     | 0                     | 55    | 1     | 2      |

## Palmarés

### Títulos internacionales
| Título                            | Equipo        | Sede           | Año  |
| --------------------------------- | ------------- | -------------- | ---- |
| Liga Conferencia de la UEFA       | Chelsea F. C. | Breslavia      | 2025 |
| Copa Mundial de Clubes de la FIFA | Chelsea F. C. | Estados Unidos | 2025 |